# Bell 407
Bell 407 là một trực thăng dân dụng 4 cánh quạt, một động cơ; đây là một biến thể của Bell 206L-4 LongRanger. Mẫu 407 sử dụng thiết kế rotor bốn cánh quạt, soft-in-plane vớ trục composite cho Lục quân Hoa Kỳ OH-58D Kiowa Warrior thay vì rotor hai cánh quạt, bán rắn, teetering rotor của mẫu 206L-4.

## Thiết kế và phát triển
Năm 1993, Bell bắt đầu phát triển một máy bay trực thăng hạng nhẹ thay thế cho dòng Model 206. Chương trình cho ra đời mẫu 407, phát triển từ Bell's LongRanger. Một chiếc 206L-3 LongRanger đã được chỉnh sửa để làm phiên bản mẫu của 407. Bản mẫu này sử dụng phần cứng của 407 và thêm vào phần tiếp xúc dạng uốn cong để minh họa cho khung thân lớn hơn của 407 đang được phát triển.
Mẫu trình diễn bay đầu tiên vào ngày 21 tháng 4, 1994, và chương trình 407 được giới thiệu với công chúng tại Heli-Expo ở Las Vegas, Nevada, vào tháng 1 năm 1995. Mẫu thử nghiệm đầu tiên của 407 (C-GFOS) hoàn tất chuyến bay thương mại vào ngày 29 tháng 6, 1995, và mẫu thử nghiệm thứ hai (C-FORS) có chuyến bay vào ngày 13 tháng 7, 1995. Sau một quá trình phát triển ngắn, máy bay 407 (C-FWQY/N407BT) đầu tiên của dây chuyền sản xuất đã bay vào ngày 10 tháng 11, 1995.

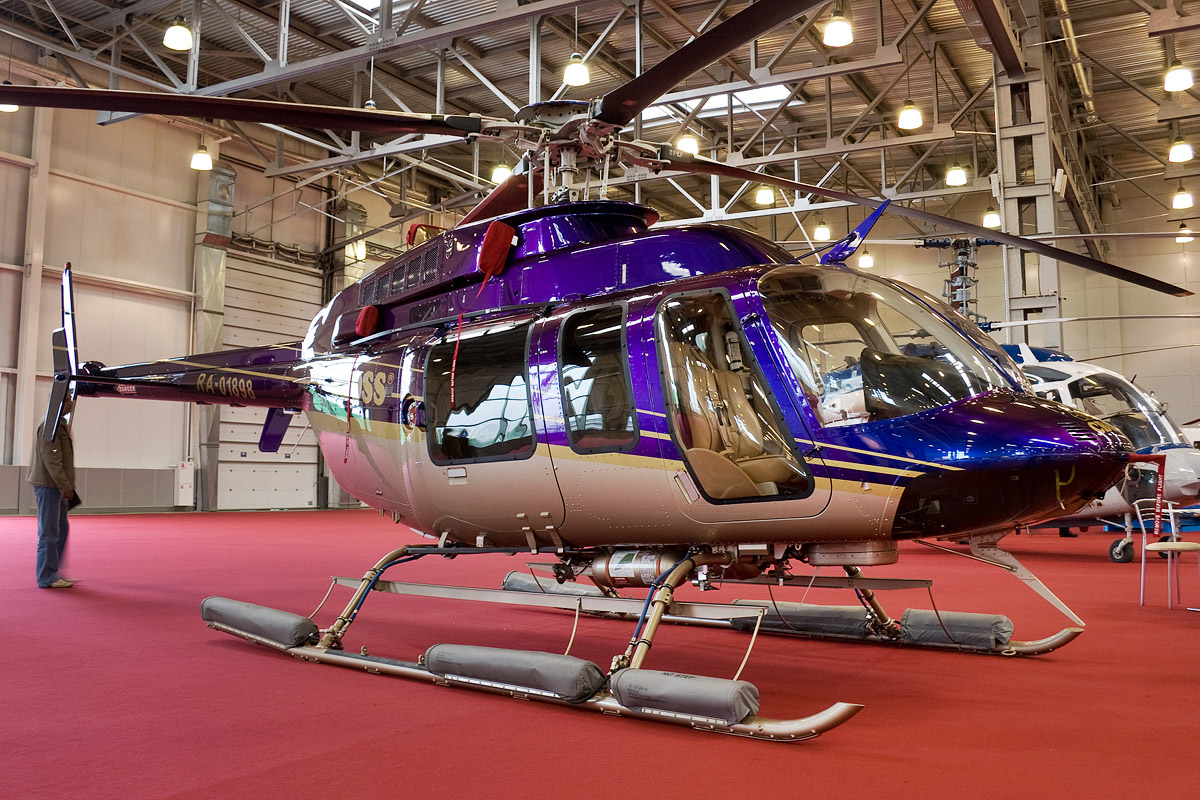
Bell 407 at HeliRussia 2008

Bell 407 sử dụng rotor chính có bốn cánh quạt vốn được phát triển cho OH-58D (Model 406). Cánh và trục được làm bằng chất liệu composite không bị giới hạn về vòng đời, và giúp tăng khảng năng bay trình diễn và tiện lợi cho việc lái. Thân máy bay 407 rộng hơn 8 inches (18 cm), tăng không gian cabin, và cửa sổ cabin tăng 35%. Động cơ turboshaft Rolls-Royce/Allison 250-C47 mạnh mẽ hơn cho phép tăng Khối lượng cất cánh tối đa và cải thiện khả năng hoạt động ở nhiệt độ cao hay ở độ cao lớn hơn. Khung của 407 đa phần tương tự với mẫu LongRanger, nhưng được tăng cường thân đuôi bằng vật liệu carbon fiber composite. Trực thăng có ghế ngồi tiêu chuẩn cho tổ lái hai người và 5 ghế ngồi hành khách.
Mẫu 407 được cấp phép bởi Transport Canada vào ngày 9 tháng 2, 1996, và sau là FAA vào ngày 23 tháng 2. Dây chuyền sản xuất hoàn chỉnh vào năm 1996 tại nhà máy của Bell ở Mirabel, Quebec, và đến năm 1997 nhà máy này đã sản xuất 140 khung máy bay nhằm đáp ứng các đơn hàng đầu tiên.

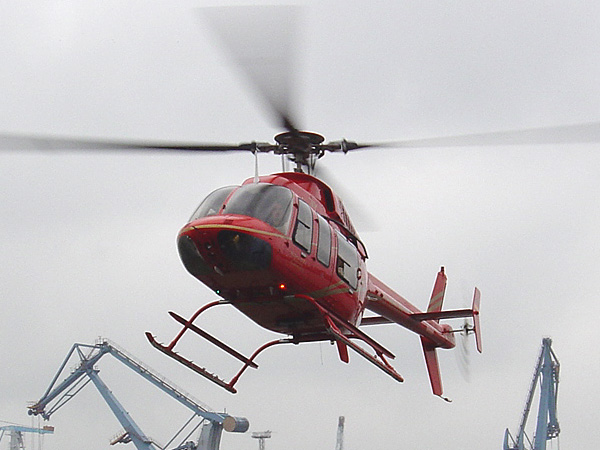
Bell 407 at Hamburg harbor temporary heliport, Germany

Năm 1995, Bell thử nghiệm shrouded rotor đuôi trên mẫu 407, nhưng không thực hiện cải tiến này. Có một khoảng thời gian, Bell đã phát triển Model 407T biến thể động cơ đôi, nhưng thay vì chọn phát triển một mẫu máy bay động cơ đôi hoàn toàn mới Bell 427 dùng động cơ -PW206D.
Bell bắt đầu bàn giao 407 vào năm 1996. Chiếc trực thăng thứ 1,000 được bàn giao vào ngày 15 tháng 6, 2010.

### ARH-70 và Bell 417
Máy bay trực thăng trinh sát vũ trang ARH-70, được phát triển cho Lục quân Hoa Kỳ vốn dựa trên mẫu 407, nhưng sau đó bị hủy bỏ vào ngày 16 tháng 10, 2008.
Bell 417 là một phiên bản phát triển từ Bell 407, vốn là phiên bản dân sự của mẫu Bell ARH-70. Mẫu 417 có chuyến bay đầu tiên vào ngày 8 tháng 6, 2006. Mẫu 417 sử dụng một động cơ turboshaft Honeywell HTS900, cung cấp 970 shp (720 kW) và khả năng điều khiển FADEC hoàn chỉnh. Khoang cabin có 5 ghế hành khách thiết kế kiểu câu lạc bộ, và hai ghế phi công. Mẫu 417 dân sự bị hủy bỏ tại Heli-Expo 2007 ở Orlando.

### Bell 407GX và 407GT

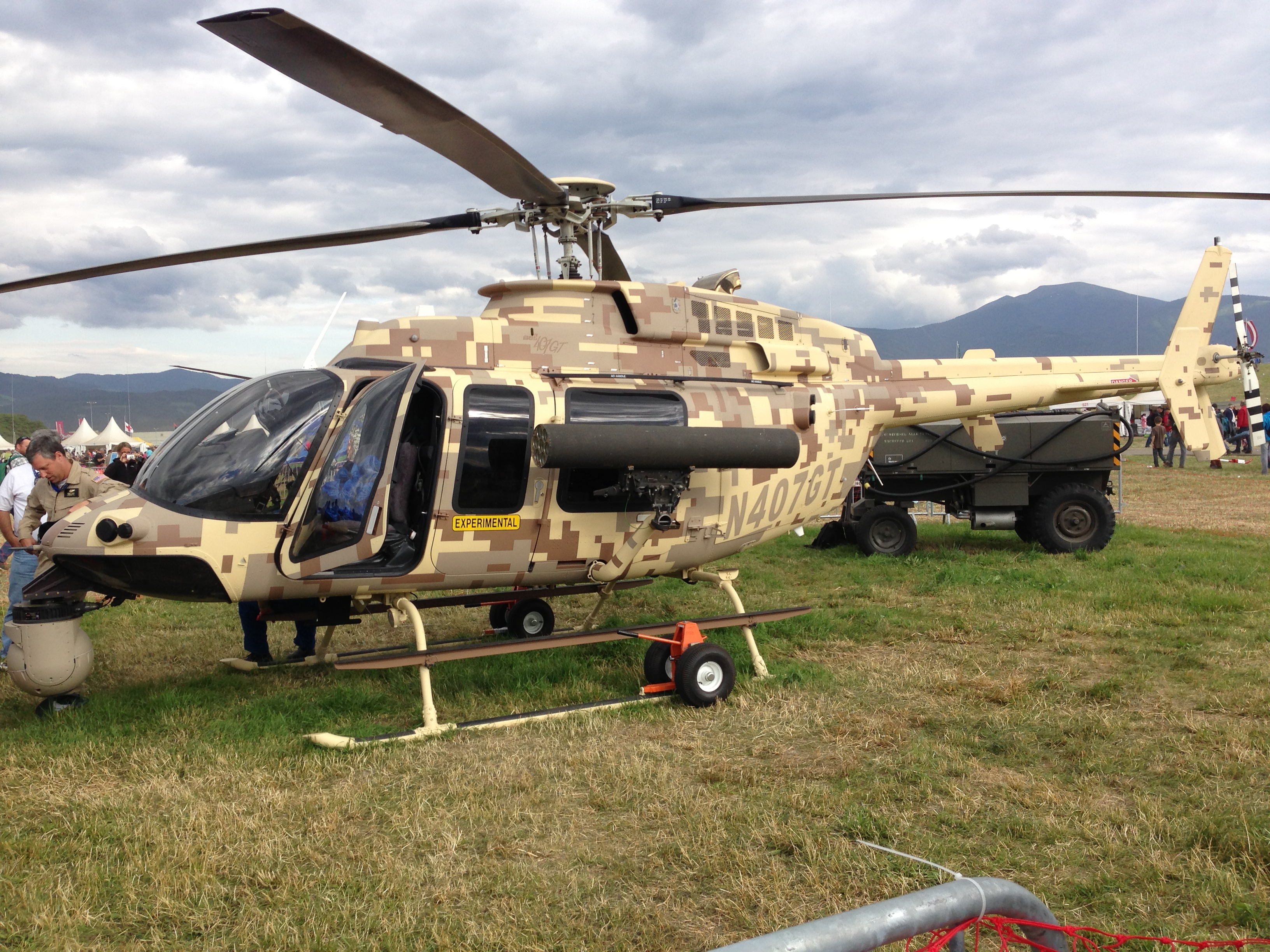
Bell 407 GT Experimental helicopter at Airpower 2013 in Zeltweg, Austria

Ngày 4 tháng 3, 2013, Bell công bố một phiên bản vũ trang của Bell 407GX, có tên là 407GT. Máy bay tích hợp bản điều khiển Garmin G1000HTM nhằm dễ dàng cung cấp thông số khi bay. Máy bay này còn bao gồm camera hồng ngoại, nhiều thiết bị khác nhau đảm nhiệm các chức năng tải quân, tìm kiếm cứu nạn, trinh sát và tải thương. Phiên bản GT sử dụng universal weapons pylon (UWP), bắt nguồn từ Bell OH-58 Kiowa, nhằm mang nhiều vũ khí khác nhau bao gồm súng máy, rockets, và tên lửa xuyên giáp.

## Lịch sử hoạt động
Bell bàn giao chiếc 407 đầu tiên tại Heli-Expo, ở Dallas, Texas vào tháng 2 năm 1996. Khách hàng khai trương máy bay là Petroleum Helicopters, Niagara Helicopters, và Greenland Air.
Ngày 23 tháng 5 năm 2007, Colin Bodill và Jennifer Murray hoàn tất kỷ lục bay qua hai cực trái đất trong một chuyến bay vòng quanh thế giới sử dụng chiếc Bell 407 tiêu chuẩn. Chuyến bay xuất phát từ cơ sở của Bell tại Fort Worth Alliance Airport vào ngày 5 tháng 12, 2006. Đội bay đã bay khoảng 36.000 dặm (58.000 km) suôt 189 ngày và đạt 300 giờ bay, đi qua 34 quốc gia. Dự án mang tên Polar First, được thực hiện dựa trên sự hợp tác với Royal Geographical Society nhằm cung cấp giáo dục đến 28 trường quốc tế, khi họ ghé thăm những ngôi trường này trong chuyến đi. Dự án cũng gây gũy cho tổ chức SOS Children's Villages.
Năm 2009 Không lực Iraq đặt hàng ba chiếc Bell 407 trinh sát vũ trang (tương tự như mẫu ARH-70 bị hủy bỏ). Một hợp đồng đặt hêm 24 chiếc Bell 407 với điều khoản tăng lên 26 hay hơn được hoàn tất vào tháng 4 cùng năm. Lục quân Hoa Kỳ đang tiến hành cải tiến và lắp thêm thiết bị quân sự lên mẫu trực thăng này. Ba chiếc T-407 huấn luyện được bàn giao cho Lục quân Irad vào năm 2010. Các máy bay IA-407 vũ trang được bàn giao trong tám đợt từ tháng 8 năm 2012 đến tháng 4 năm 2013. Chiếc Bell 407 cuối cùng của Iraq được bàn giao ngày 3 tháng 4 năm 2013. Có tổng cộng 30 chiếc trong quân đội nước này; 24 trinh sát vũ trang, 3 hỗ trợ hỏa lực, và ba máy bay huấn luyện.
Iraq đang sử dụng IA-407 trong các chiến dịch chống lại phiến quân Islamic State. Ngày 8 tháng 10, 2014, phiến quân đã bắn hạ một chiếc IA-407 dùng hệ thống shoulder-fired ground-to-air missile, giết chết một phi công và phụ lái.
Đến tháng 12 năm 2017, có hơn 1,400 máy bay vẫn đang hoạt động.

## Biến thể
Bell 407Máy bay trực thăng dân dụng, phiên bản của Bell 206L-4.
ARH-70Phiên bản 407 nâng cấp làm nhiệm vụ trinh sát vũ trang.
Bell 417Phiên bản dân sự của ARH-70, đã bị hủy bỏ.
Bell 407 Máy bay trực thăng quan sát hạng nhẹMột phiên bản trinh sát quân sự.
Eagle 407 HPVersion from Eagle Copter (Alberta, Canada) with a more powerful Honeywell HTS900 engine, rated at 1.021 shp (760 kW).
Northrop Grumman MQ-8C Fire ScoutPhiên bản máy bay không người lái (UAV) được phát triển bởi Northrop Grumman và Bell Helicopter as a cargo resupply demonstrator. The test aircraft flew on ngày 10 tháng 12 năm 2010 at the Yuma Proving Ground. In February 2011, the US Navy's budget request for 2012 included funds to buy 12 Fire-X helicopters under the designation MQ-8C.
Bell 407AHAn armed civil-certified version for use with government and security forces.
Bell 407GXphiên bản 407 that features the new Garmin G1000 H-model glass cockpit along with superior avionics and improved flight controls.
Bell 407GTPhiên bản vũ trang của 407GX.
Bell 407GXPEnhanced performance version of the 407GX that features the new Garmin G1000 H-model glass cockpit along with superior avionics and improved flight controls.

## Bên vận hành

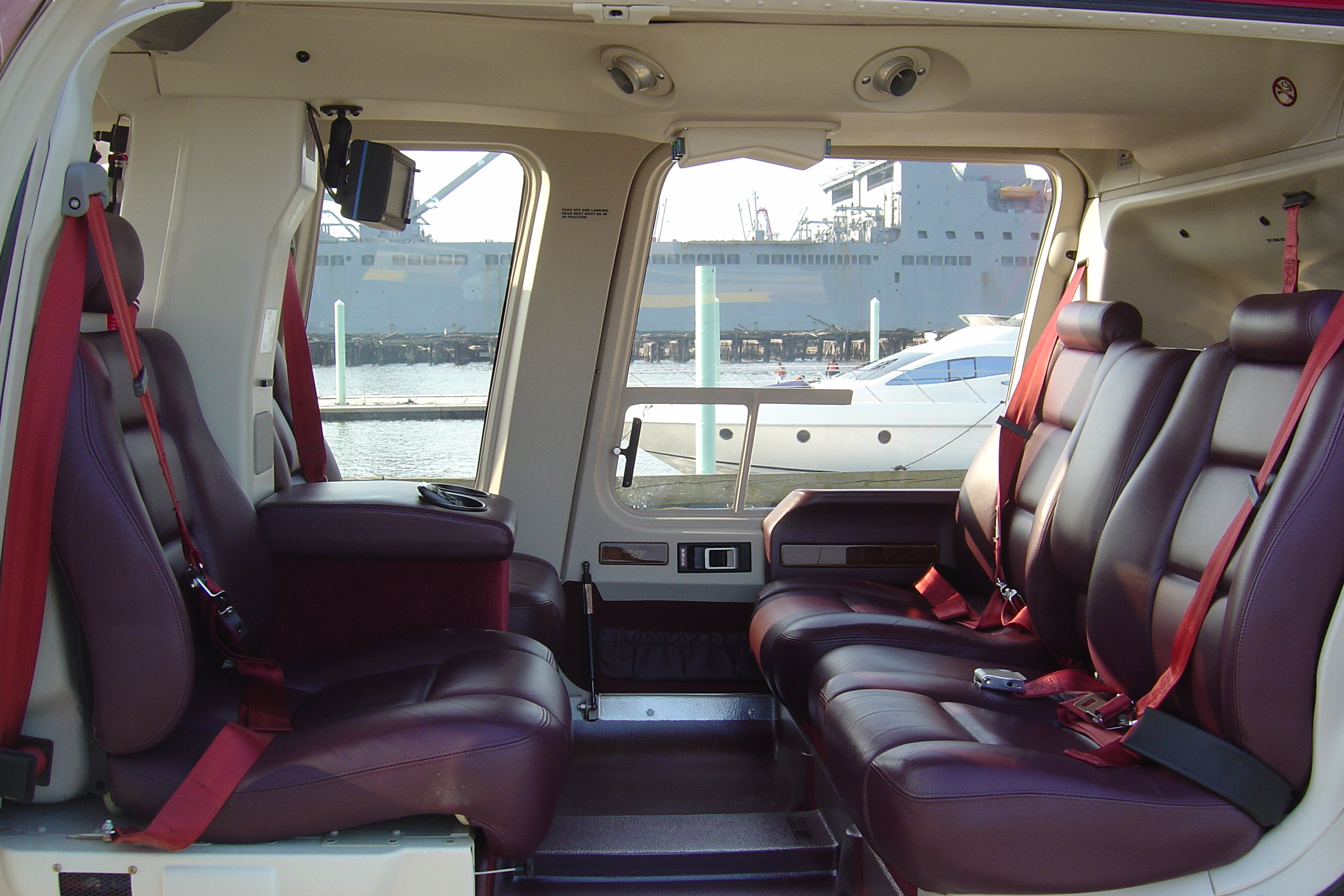
Interior of Baltimore Helicopter Services Bell 407

The Bell 407 is in civil service around the world with airlines, corporations, hospitals, government operators and private individuals. It is also in service with several military operators.

### Quân sự
Máy bay Bell 407 đang được quân đội các nước sau sử dụng.
 El Salvador
- Air Force of El Salvador[32]

 Iraq
- Iraqi Air Force[33]

 Jamaica
- Jamaica Defence Force[34]

 México
- Mexican Air Force[cần dẫn nguồn]

 UAE
- United Arab Emirates Air Force[32]

## Specifications (Bell 407)

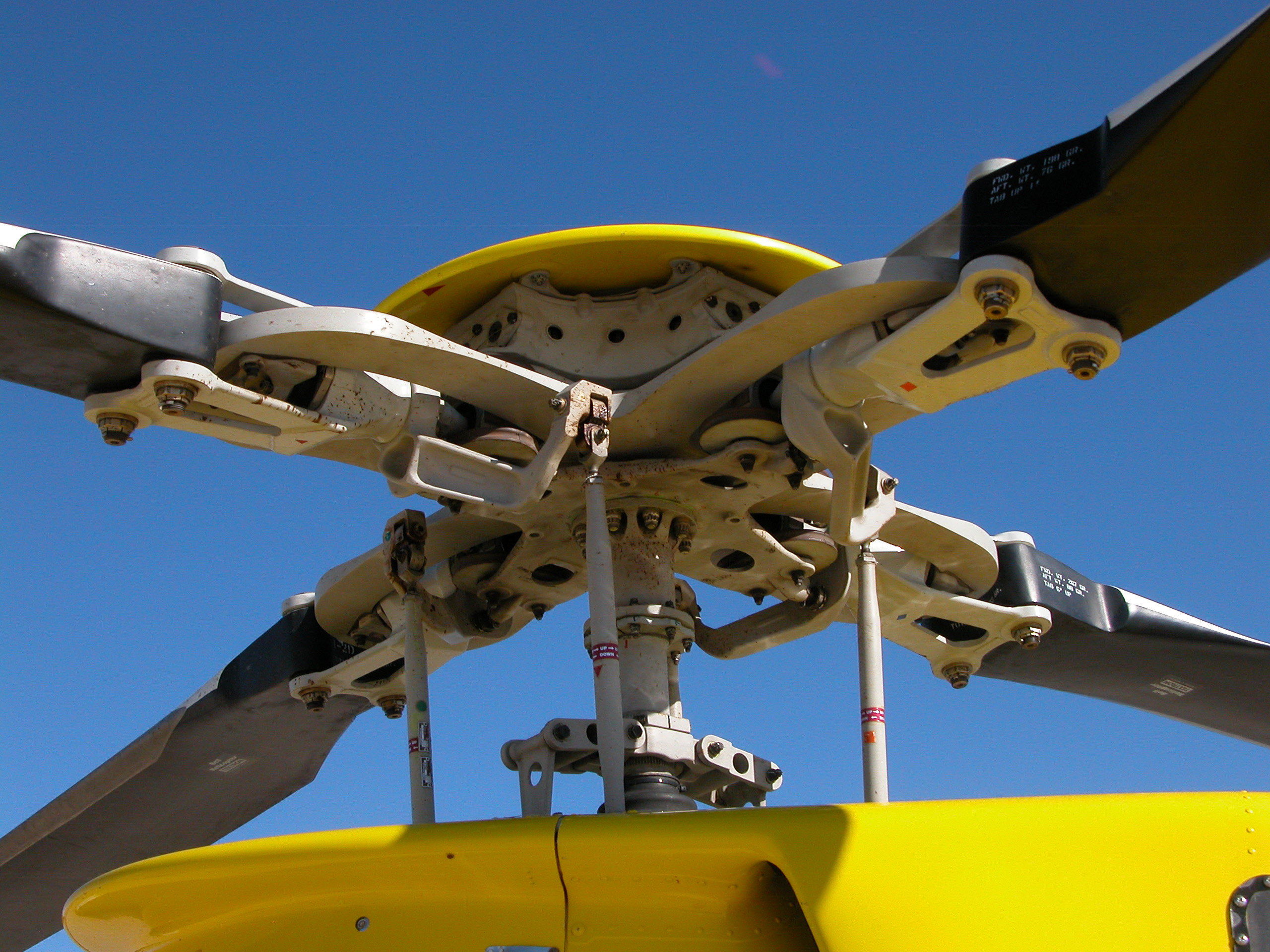
Bell 407 rotorhead. The "box" under the yellow cap contains a Frahm damper which reduces 4-per-revolution vibrations.

Dữ liệu lấy từ Bell 407
Đặc điểm tổng quát
- Tổ lái: one pilot
- Sức chuyên chở: Typical seating configuration for seven comprising pilot and passengers, with five passengers in main cabin. Max hook capacity 1200 kg (2645 lb).[4]
- Chiều dài: 41 ft 8 in (12.7 m)
- Đường kính rô-to: 35 ft 0 in (10.67 m)
- Chiều cao: 11 ft 8 in (3.56 m)
- Diện tích đĩa quay: 962 ft² (89 m²)
- Trọng lượng rỗng: 2,668 lb (1,210 kg)
- Trọng tải có ích: 2,347 lb (internal) (1,065 kg (internal))
- Trọng lượng cất cánh tối đa: 6,000 lb (2,722 kg)
- Động cơ: 1 × Allison 250-C47B turboshaft, 813 shp (606 kW)

 Hiệu suất bay 
- Vận tốc cực đại: 140 knots (161 mp/h, 260 km/h)
- Vận tốc hành trình: 133 knots (152 mp/h, 246 km/h)
- Tầm bay: 324 nmi (372 mi, 598 km)
- Trần bay: 18,690 ft (5,698 m)